# Fürstliche Schatzkammer Thurn und Taxis
Die Fürstliche Schatzkammer Thurn und Taxis,  eröffnet 1998 als Thurn-und-Taxis-Museum, ist ein Zweigmuseum des Bayerischen Nationalmuseums. Das Museum befindet sich im ehemaligen Marstall des Schlosses St. Emmeram in Regensburg.

## Geschichte
Nach dem Tod von Johannes von Thurn und Taxis 1990 machte der Freistaat Bayern im Jahre 1993 von der Möglichkeit Gebrauch, die anfallenden Erbschaftssteuern durch die Übernahme von bedeutenden Kunstgegenständen des Hauses Thurn und Taxis zu begleichen. Auf diese Weise gelangten mehr als 2200 Objekte im Schätzwert von knapp 44 Millionen DM an den Freistaat, sodass der Kernbestand einer über drei Jahrhunderte zusammengetragenen Kunstsammlung vor der Zerstreuung auf dem Kunstmarkt bewahrt werden konnte. Von vornherein wurde bestimmt, dass die erworbenen Werke in Regensburg in einem Zweigmuseum des Bayerischen Nationalmuseums der Öffentlichkeit zugänglich gemacht und sie so annähernd in ihrem historischen Kontext erhalten werden sollten. Das Museum schließlich wurde 1998 eröffnet. Der Betrieb ist seither vertraglich zwischen dem Freistaat Bayern, vertreten durch das Bayerische Nationalmuseum, der Stadt Regensburg und dem Haus Thurn und Taxis geregelt.

## Gebäude

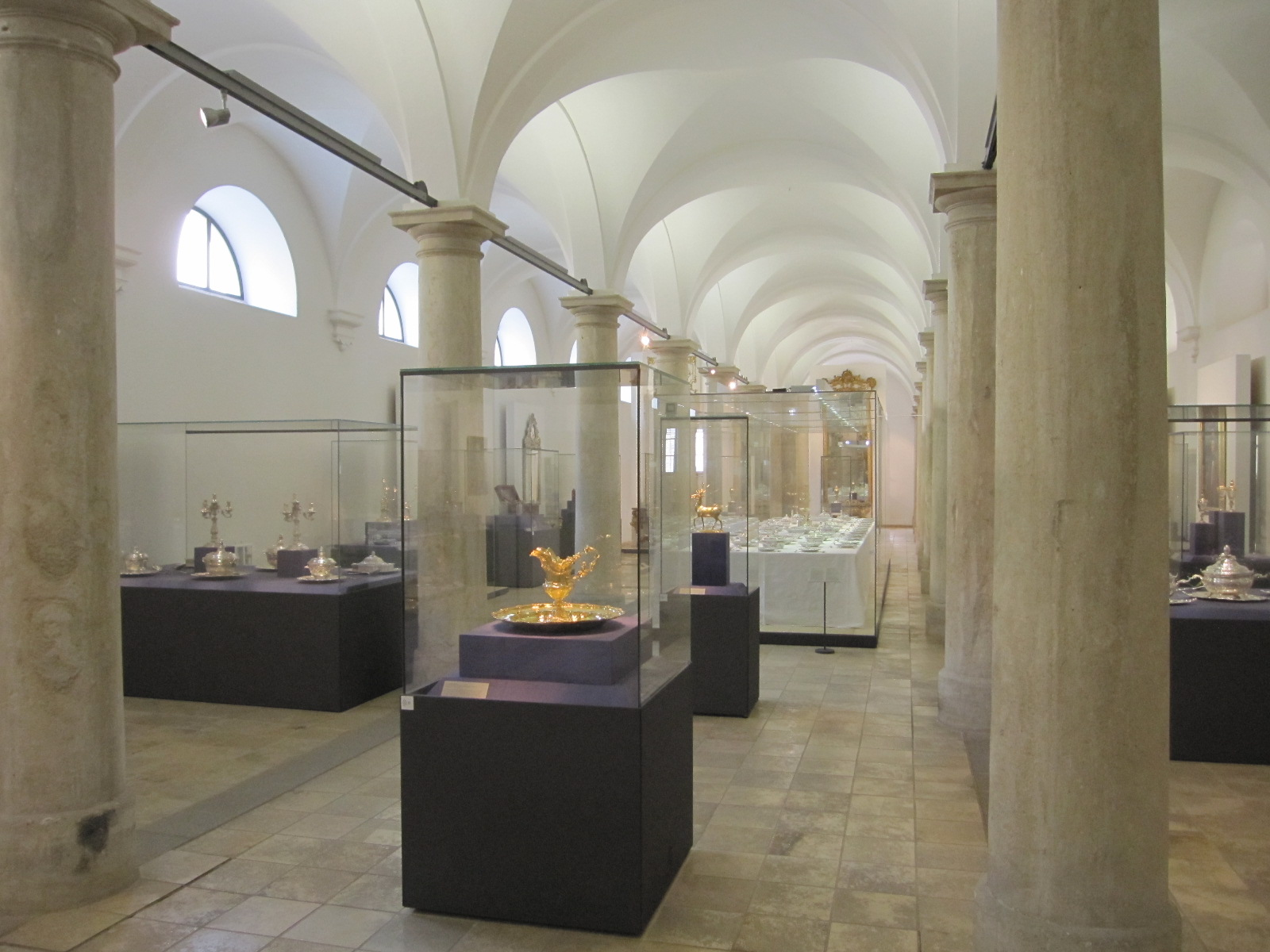
Erdgeschoss mit ehemaligen Stallungen

Für das neue Museum wurde bis 1998 der Nordtrakt des Fürstlichen Marstalls renoviert, der zwischen 1829 und 1832 nach Plänen des Architekten Jean Baptiste Métivier anstelle des früheren Abteigartens von St. Emmeram errichtet wurde. Diese klassizistische Dreiflügelanlage, die mit Reliefs Ludwig von Schwanthalers geschmückt ist, schließt den Schlosskomplex nach Westen ab. Die Sammlungen der Fürstlichen Schatzkammer nehmen im Erdgeschoss des Nordflügels den dreischiffig gewölbten Stall mit tuskischen Säulen, die angrenzenden Futterkammern, die Sattelkammer sowie im Obergeschoss ehemalige Arbeitsräume ein. In der angrenzenden ehemaligen Reithalle befindet sich das Marstallmuseum mit der Kutschensammlung des ehemaligen Fürstenhauses, die nach wie vor Eigentum der Familie Thurn und Taxis ist.

## Museum

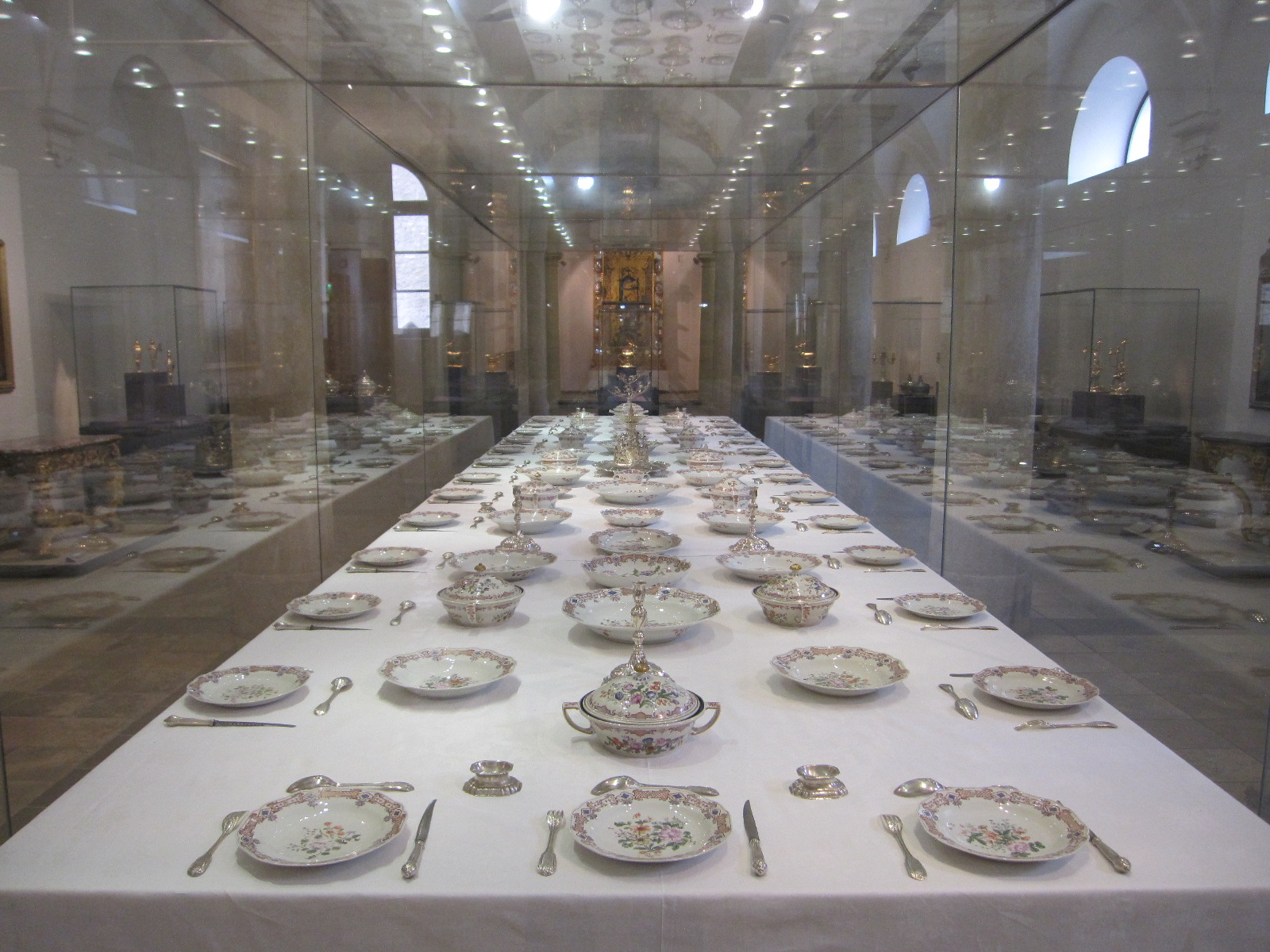
Tafel mit Porzellan der Manufaktur du Paquier

Die Fürstliche Schatzkammer zeigt Werke der Goldschmiedekunst, Porzellan, Gläser, Uhren, Möbel und die Gewehrsammlung des Fürstenhauses. Die Präsentation der Kunstwerke ist teilweise dem ursprünglichen Funktionszusammenhang und damit der Hofhaltung des 18. und 19. Jahrhunderts nachempfunden. Im Erdgeschoss des Marstalls ist eine Tafel mit einem bedeutenden Porzellanservice von etwa 1735 gedeckt, das aus der Wiener Porzellanmanufaktur du Paquier stammt. Die Tafel wird gerahmt von Konsoltischen und Wandspiegeln aus dem Brüsseler und aus dem Frankfurter Palais Thurn und Taxis. Ein kleinerer Raum ist als Boudoir mit der Inszenierung eines Toilettentisches eingerichtet. In einer inneren Schatzkammer sind die kostbarsten Stücke des Museums zu sehen, die Tabatieren des Fürsten Carl Anselm von Thurn und Taxis, mit Brillanten geschmückte Kleinodien des Ordens vom Goldenen Vlies sowie liturgische Geräte und geistliche Insignien aus den Stiften Neresheim und Obermarchtal, die nach der Säkularisation 1803 an das Fürstenhaus fielen. Im ersten Stock des Marstalls befinden sich ein kompletter Biedermeiersalon und in drei Räumen die Gewehrkammer, eine der größten Sammlungen von Jagdwaffen im deutschsprachigen Bereich, die insbesondere zahlreiche Waffen der Regensburger Büchsenmacher Kuchenreuter umfasst.

## Abbildungen

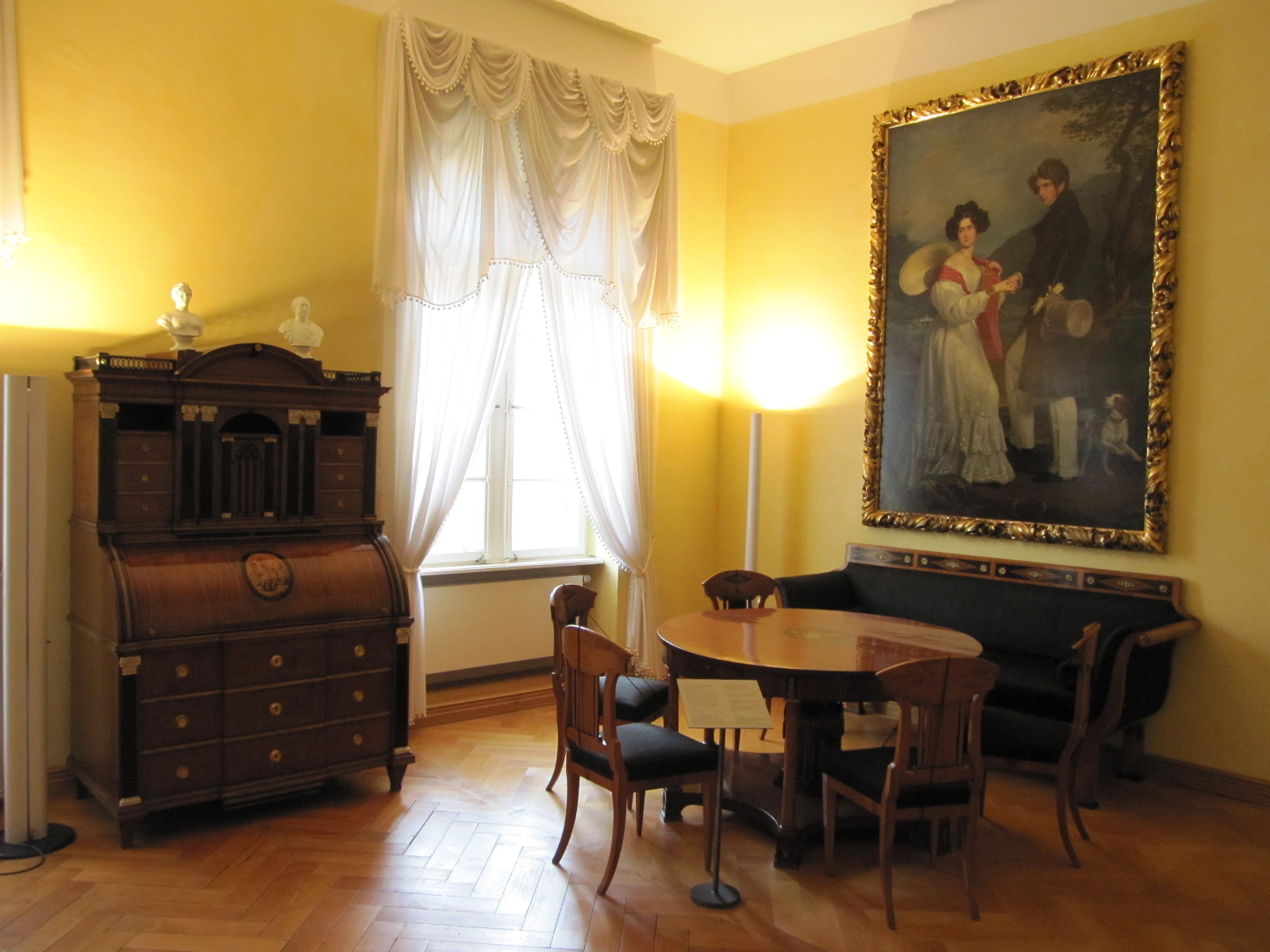
Biedermeiersalon
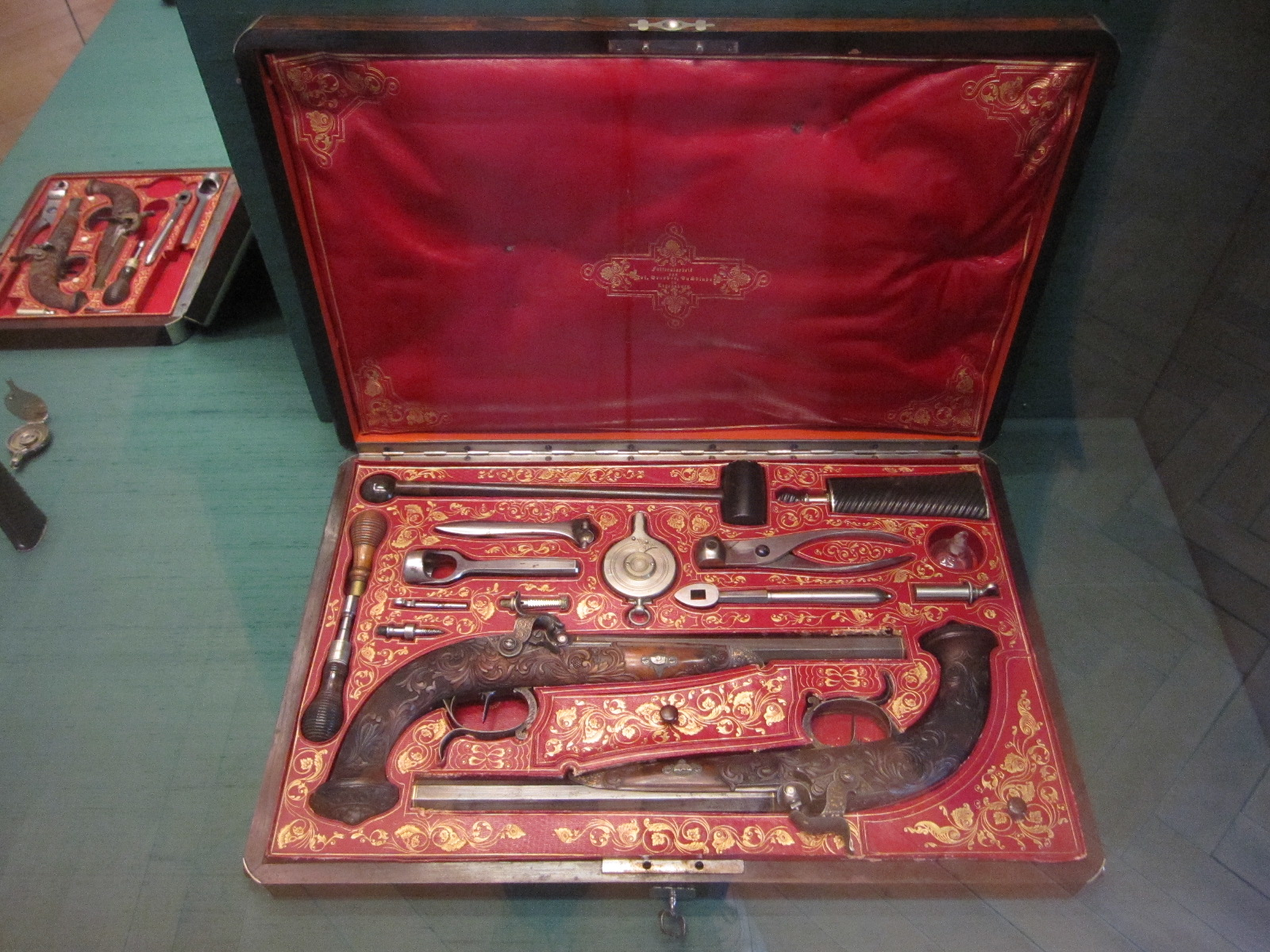
Kasten mit Perkussionspistolen von Johann Adam Kuchenreuter
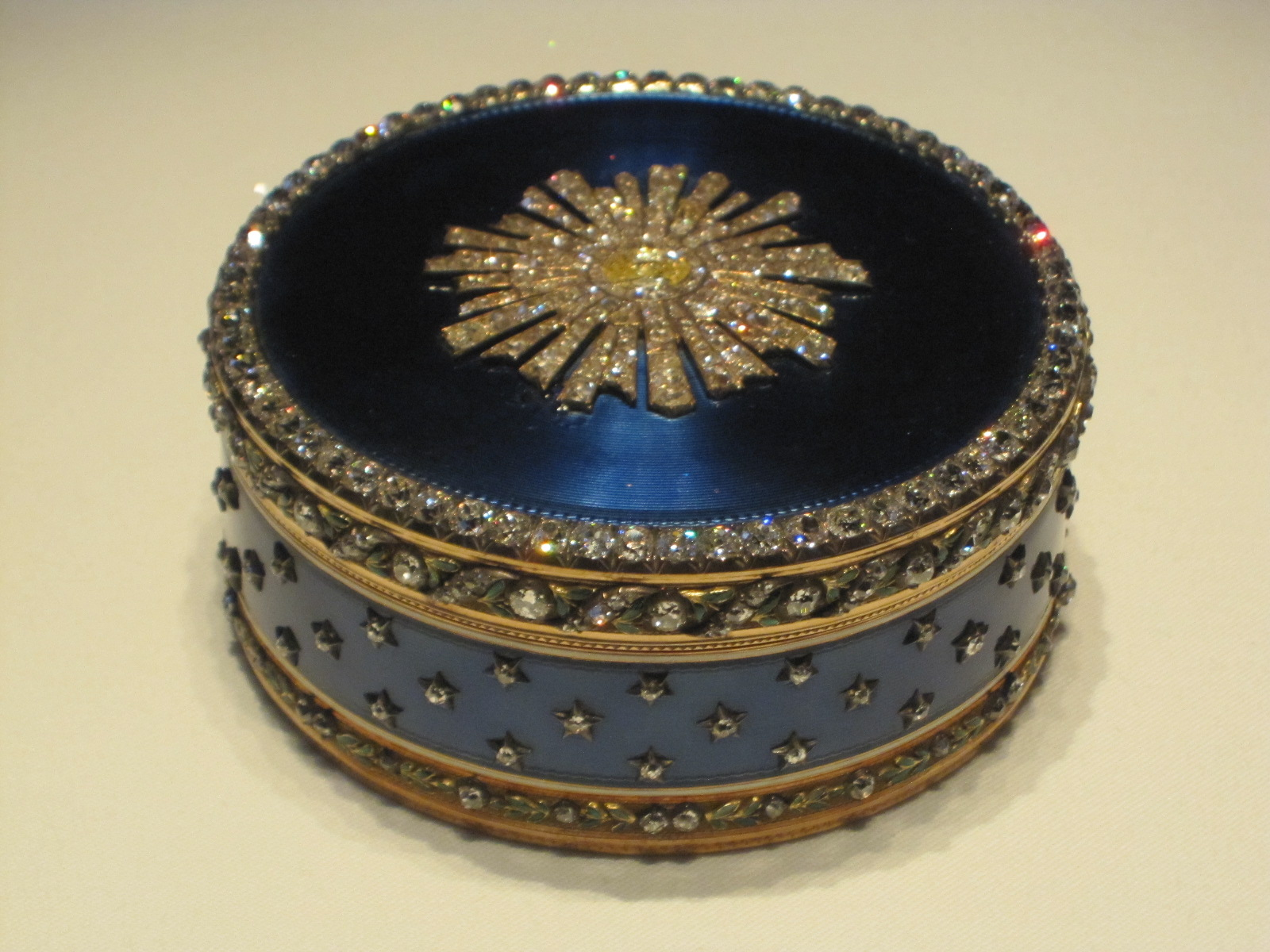
Prunktabatiere von Jean-Joseph Barrière, Paris, um 1784–85